# Antônio Carlos (Santa Catarina)
Antônio Carlos, amtlich portugiesisch Município de Antônio Carlos, ist eine Gemeinde im Bundesstaat Santa Catarina im Süden Brasiliens.

## Allgemeine Angaben
Die Gemeinde hatte nach der Volkszählung 2010 7458 Einwohner, die Antônio-Carlenser genannt werden. Sie steht nach Bevölkerungszahl an 149. Stelle der 295 Orte in Santa Catarina. Die Einwohnerzahl wurde nach der Schätzung des IBGE vom 1. Juli 2021 auf 8712 Bewohner anwachsend berechnet. Die Fläche beträgt rund 233,6 km² (2017) auf einer Höhe von 30 bis 886 m über dem Meeresspiegel; die Bevölkerungsdichte lag 2010 bei 32,62 Personen pro km².
Die Entfernung zur Landeshauptstadt Florianópolis beträgt 32 km, nach Blumenau 137 km und nach Brasília 1710 km.

## Geschichte
In der Gegend von Alto Biguaçu lebten bereits Portugiesen und Schwarze als 1830 deutsche Siedler aus der Region des Hunsrücks in Rheinland-Pfalz ankamen.
Die Gemeinde Antônio Carlos wurde am 6. November 1963 bei der Aufteilung von Alto Biguaçu gegründet und nach dem brasilianischen Politiker Antônio Carlos Ribeiro de Andrada benannt, einem Politiker, der bei der brasilianischen Revolution von 1930 beteiligt war.

## Stadtverwaltung
Stadtpräfekt (Exekutive) war nach der Kommunalwahl 2012 für die Amtszeit 2013 bis 2016 Antonio Paulo Remor des rechtskonservativen Fortschrittspartei (PP), Sein Nachfolger wurde bei der Wahl 2016 für die Amtszeit 2017 bis 2020 Geraldo Pauli des Partido do Movimento Democrático Brasileiro (PMDB) heute Movimento Democrático Brasileiro (MDB). Geraldo Pauli wurde bei der Kommunalwahl 2020 für die Amtszeit von 2021 bis 2024 wiedergewählt.
Die Legislative liegt bei der Câmara Municipal, dem Stadtrat aus neun gewählten Stadtverordneten.

## Sprachen
Neben dem brasilianischen Portugiesisch, der offiziellen Landessprache, genießt hunsrückisches Deutsch ko-offiziellen Status in Antônio Carlos.